# Stibbiolo
Stibbiolo è un centro abitato del comune italiano di Terricciola, nella provincia di Pisa, in Toscana.

## Geografia fisica
Stibbiolo si sviluppa alla base occidentale di alcune alture che separano la valle del Cascina dalla Valdera a 150 metri di altitudine. Il borgo confina a nord con Soiana e Santo Pietro Belvedere e a sud con Morrona e Terricciola stessa. 
Stibbiolo dista circa 3 km da Terricciola, mentre dista da Pisa poco più di 35 km.

## Storia
A Stibbiolo abitò il matematico Enrico Betti negli ultimi anni della sua vita, prima di morire, nella sua dimora.  Archiviato il 21 gennaio 2021 in Internet Archive.